# Piriqueta grandifolia
Piriqueta grandifolia är en passionsblomsväxtart som först beskrevs av Ignatz Urban, och fick sitt nu gällande namn av M.M. Arbo. Piriqueta grandifolia ingår i släktet Piriqueta och familjen passionsblomsväxter. Inga underarter finns listade i Catalogue of Life.